# Gabriel Agbonlahor
Gabriel Imuetinyan Agbonlahor (født 13. oktober 1986 i Erdington, England) er en engelsk fodboldspiller, der tidligere har spillet størstedelen af sin karriere for Aston Villa. Han spillede for klubben siden han blev senior i 2005, og var blandt andet med til at nå finalen i Liga Cuppen i 2010. Han har tidligere også spillet på lejebasis hos Watford og Sheffield Wednesday.

## Landshold
Agbonlahor står (pr. 11. juni 2012) noteret for tre kampe for Englands landshold, som han debuterede for i 2008 i et opgør mod Tyskland.
Den 20. september 2006 blev Agbonlahor udtaget til den nigerianske U20 landsholdstrup. Han kom dog ikke på banen, og spillede ingen kampe for noget nigeriansk ungdomslandshold. Herefter valgte Agbonlahor at spille for det engelske landshold.
Agbonlahor spillede i løbet af 3 år (2006-2009) for det engelske U21 landshold. Han spillede 16 kampe for dem og scorede fire mål.

## Personlige liv
Agbonlahor og hans tre søskende blev født af en nigeriansk far og en skotsk mor. Da Agbonlahor var helt lille, blev hans forældre skilt, og han havde herefter ikke kontakt til sin mor i hele 20 år. Men i 2009 lige før hans 23 års fødselsdag, satte hans mor en annonce op i bl.a. aviser om, at hun ledte efter sin søn Gabriel Agbonlahor. Hendes formål var, at hun ville have kontakt med sin søn igen. Kort tid efter kontaktede Agbonlahor sin mor som han ikke havde set i 20 år, og de blev genforenet.
Agbonlahors bror, Charisma, spiller også professionelt fodbold, bare på et meget lavere niveau. Han spiller som angriber hos Earlswood Town FC.